# Could It Be Magic
«Could It Be Magic» (с англ. — «Возможно, это магия») — песня, написанная Эдриенн Андерсон и Барри Манилоу. Мелодия песни основана на Прелюдии до минор номер 20, опус 28 из произведения Фредерика Шопена
Первоначально песня была выпущена в 1971 году группой Featherbed (в которой состоял Барри Манилоу), автором текста и продюсером той версии стал Тони Орландо. В 1973 году Манилоу перевыпустил трек в качестве сольного исполнителя, но уже в новым текстом, от Эдриенн Андерсон, записав его на Bell Records. В 1975 году песня была переработана и Манилоу вновь перевыпустил трек, уже в качестве сингла с его одноименного альбома, записанного на этот раз на Arista Records, в этот раз песня имела коммерческий успех, войдя в первую десятку чартов Канады и США. Песня, выпущенная в 1975 году, стала третьим хитом Манилоу после уже других вышедших его хитов, таких как: «Mandy» и «It’s A Miracle».
Впоследствии песня неоднократно перезаписывалась и перепевалась различными исполнителями — такими как: Донной Саммер в 1976 году и Take That в 1992 году. Версия Take That смогла достичь премии Brit Awards в качестве лучшего британский сингл в 1993 году.

## Оригинальная версия группы Манилоу - Featherbed
В 1969 году Тони Орландо подписал контракт с нью-йоркской компанией Bell Records, и Орландо спродюсировал несколько песен, выпущенных группой под названием - Featherbed - «призрачной» группой, состоящей из сессионных музыкантов, включая Барри Манилоу. В 1971 году этот ансамбль добился небольшого успеха с песней «Amy», написанной Андерсоном и исполненной Мэнилоу. На тот момент Мэнилоу сочинял или аранжировал только рекламные джинглы, и аранжировка бэк-трека для «Could It Be Magic» была оставлена Орландо после того, как они обсудили аранжировку песни. Хотя Манилоу представлял себе песню, которая строится как «Hey Jude», Орландо спродюсировал и аранжировал её как энергичный поп-сингл с танцевальным ритмом и колокольчиками, который больше напоминал его собственную «Knock Three Times».
Эта ранняя версия «Magic» была выпущена как песня Featherbed на лейбле Bell Records. Манилоу очень сильно не нравилась аранжировка Орландо в версии Featherbed, что, как он высказывался позже в многочисленных последующих интервью, он был рад тому, что песня не попала в чарты. Однако в последние годы он несколько смягчил своё мнение об этом треке, сказав, что он «довольно запоминающийся». Если не считать припева, текст песни в исполнении Featherbed не имеет ничего общего с версией, которую Манилоу записал для своего дебютного альбома в 1973 и 1975 годах.

## Сольные версии Барри Манилоу
Манилоу спродюсировал более медленную версию песни совместно с Роном Данте. Хотя припев этой версии похож на версию Featherbed, остальная часть текста совершенно другая. Считается, что «Милая Мелисса», о которой поет Манилоу в тексте песни — имела реального прототипа, которой была певица Мелисса Манчестер - в свое время коллега Мэнилоу по лейблу, которая также была и бэк-вокалисткой Бетт Мидлер в начале 1970-х. Песня была выпущена на его дебютном альбоме Barry Manilow в 1973 году, а также была би-сайдом сингла «Cloudburst».
Шесть месяцев спустя бывший президент Columbia Records Клайв Дэвис взял на себя управление Bell Records и объединил её с Arista и другими лейблами, принадлежащими Columbia Pictures. Большинство артистов Bell были уволены в ходе слияния, но весной 1974 года Мэнилоу перешёл в Arista. Из-за успеха второго альбома Мэнилоу «Barry Manilow II» было решено переиздать дебютный альбом Мэнилоу на лейбле Arista под названием «Barry Manilow I». В апреле 1975 года Мэнилоу и Данте переработали четыре песни для переиздания, в том числе слегка изменённую версию «Could It Be Magic»,, записанную в соавторстве с Джо Ренцетти. Клайв Дэвис услышал эту песню и решил выпустить её в качестве сингла для переиздания на Arista, несмотря на то, что она длилась почти 7 минут (большинство синглов тогда были примерно по 3 минуты), посчитав, что даже если она не произведёт впечатления, внимание людей будет отвлечено готовящимся к выходу третьим альбомом Манилоу. Чтобы песня подходила для радиоэфиров, её сократили до чуть более 4 минут для выпуска в качестве сингла, убрав половину проигрыша, первую половину второго куплета и сократив количество повторов в финальном припеве.
Сингл оказался успешным и занял 6-е место в чартах США. Cash Box - прокомментировал по этому поводу, что «яркая аранжировка Манилоу и Рона Данте - украшает знакомую мелодию, дополненную сильной вокальной интерпретацией Манилоу». Record World said that Record World также прокоментировал, что «" прелюдия до минор Шопена - вдохновила Барри на эту песню» и что они вполне ожидали, что она войдёт в топ-10.
Песня также заняла 25-е место в британских чартах, когда была выпущена в качестве сингла в 1978 году.
Песня была снова переработана в 1993 году с использованием более ранней оркестровки духовых и струнных инструментов в сочетании с новыми барабанами, басом и синтезаторами. Эта версия была включена в альбом Greatest Hits: The Platinum Collection. Расширенный ремикс версии 1993 года был выпущен в качестве промосингла на 12-дюймовой пластинке и включён в 12-дюймовый сингл "I'd Really Love to See You Tonight".

## Версия Донны Саммер
Всего через семь месяцев после того, как оригинальная версия Манилоу была выпущена в качестве сингла, американская певица Донна Саммер записала диско-версию трека и включила его в свой третий студийный альбом A Love Trilogy. Правда, Саммер внесла изменение в текст, заменив женское имя Мелисса на мужское Питер в честь своего тогдашнего бойфренда Питера Мюльдорфера.
Песня была выпущена как лид-сингл с альбома. Он пользовался популярностью в Европе, в частности в Нидерландах, где занял второе место. В США песня преуспела в танцевальном чарте 'Billboard, войдя в первую тройку.

### Позиции в хит-парадах
Еженедельные чарты:
| Хит-парад (1976)                      | Высшая позиция |
| ------------------------------------- | -------------- |
| Австрия (Ö3 Austria Top 40)           | 14             |
| Бельгия/Валлония (Ultratop 50)        | 4              |
| Бельгия/Фландрия (Ultratop 50)        | 5              |
| Великобритания (OCC UK Singles)       | 40             |
| Германия (GfK)                        | 23             |
| Италия (Musica e dischi)              | 7              |
| Канада (RPM Top Singles)              | 64             |
| Нидерланды (Dutch Top 40)             | 2              |
| Нидерланды (Single Top 100)           | 5              |
| США (Billboard Adult Contemporary)    | 47             |
| США (Billboard Dance Club Songs)      | 3              |
| США (Billboard Hot 100)               | 52             |
| США (Billboard Hot R&B/Hip-Hop Songs) | 21             |
| США (Cash Box Top 100)                | 63             |
| Франция (IFOP)                        | 15             |
| ЮАР (Springbok)                       | 10             |
| Хит-парад (2012)                      | Высшая позиция |
| Франция (SNEP)                        | 105            |

Годовые чарты:
| Хит-парад (1976)                     | Позиция |
| ------------------------------------ | ------- |
| Бельгия/Фландрия (Ultratop Flanders) | 35      |
| Нидерланды (Dutch Top 40)            | 14      |
| Нидерланды (Single Top 100)          | 20      |

## Версия Take That 1990-х
Английский бойз-бэнд 1990-х годов Take That, спродюсированный  Билли Гриффином и Иэном Ливайном, которые сделали ранее ремикс на песню the Rapino Brothers, 30 ноября 1992 года выпустили кавер-версию, основанную на быстрой аранжировке Донны Саммер/Джорджо Мородера, на лейбле RCA Records в качестве последнего сингла со своего дебютного альбома Take That & Party (1992). Песня не вошла в кассетную версию альбома, но была выпущена как кассетный сингл. Она заняла третье место в британском чарте синглов и прозвучала в специальном рождественском выпуске Only Fools and Horses "«Сын Матери-Природы»" того года  на заднем плане в качестве фона одной из сцен. Сингл вошёл в топ-10 в Бельгии, Ирландии, Израиле, Португалии и Великобритании. В чарте Eurochart Hot 100 песня «Could It Be Magic» заняла девятое место. Режиссёром клипа на эту песню стала Саффи Аштиани. Песня принесла Take That первую крупную награду: «Лучший британский сингл» на церемонии Brit Awards в 1993-м году.
Во время The Ultimate Tour - тура группы - в 2006 году бывший участник Робби Уильямс появился в виде голограммы с предварительно записанным фрагментом своего вокала. Гэри Барлоу исполняет ведущую вокальную партию с момента воссоединения Take That.
Песня получила серебряный статус продаж и была продана тиражом более 345 000 копий в Великобритании.

### Критический обзор
В своем обзоре альбома That & Party Питер Фоутроп из AllMusic написал: "Слушая здесь Робби Уильямса в треках, особенно его главную роль на обложке песни Барри Манилоу "Could It Be Magic", возвращается ощущение утраченной невинности и взгляд на смену времен". В своем еженедельном комментарии к британскому чарту Джеймс Мастертон сказал: "Ловко они превращают это из баллады в поп-музыку среднего темпа"/в танцевальную мелодию pop/dance, но, хотя она также считается рождественской № 1, она просто не так сильна, как такие песни, как "Миллион песен о любви", их последний хит, который, возможно, был лучшим выбором для рождественского сингла ". Дэвид Беннун из Melody Maker похвалил ее за "щенячий энтузиазм и ритмы северного соула". Алекс Кадис из Smash Hits описал ее как "впечатляющую топовую музыку". В то время как Уэйн Гарсия из St. Petersburg Times назвала ее «низшей точкой» альбома, описав песню как «ремейк синти-диско».

### Музыкальное видео
Для продвижения сингла было снято музыкальное видео, режиссером которого выступила Саффи Аштиани. На нем изображена молодая женщина, выходящая из гаража до того, как снова включат свет, и Take, которая исполняет песню со многими другими танцорами. Фильм был снят на студии Bray Studios, Уотер-Оукли, Виндзор, Беркшир в 1992 году. Дэвид Беннун из Melody Maker счёл, что видео Take That на песню «Could It Be Magic» «были идеальными. Образ, момент, чувства. То, как мальчики выступают, радуясь друг другу, в «Could It Be Magic» до неизбежного появления девушек».

### Трэк-лист
| - UK 7-inch vinyl and cassette (74321 12313 7; 74321 12313 4) 1. Rapino Radio Mix – 3:30 2. Take That Radio Megamix – 4:38 - UK 12-inch vinyl (74321 12313 1)(limited-edition w/ poster sleeve) 1. Deep In Rapino's Club Mix – 5:56 2. Take That Club Megamix – 7:03 3. Mr. F. Mix – 6:18 - European CD single (74321 12735 2) 1. Rapino Radio Mix – 3:30 2. Deep In Rapino's Club Mix – 5:56 3. Ciao Baby Mix – 7:19 4. Paparazzo Mix – 5:27 | - UK CD single (74321 12313 2) 1. Rapino Radio Mix – 3:30 2. Deep In Rapino's Club Mix – 5:56 3. Acapella – 3:12 4. Ciao Baby Mix – 7:19 5. Rapino Dub – 3:44 6. Paparazzo Mix – 5:27 7. Deep In Rapino's Dub – 5:57 8. Club Rapino Mix – 3:43 |

### Состав группы
- Robbie Williams – lead vocals
- Gary Barlow – backing vocals
- Howard Donald – backing vocals
- Jason Orange – backing vocals
- Mark Owen – backing vocals

### Чарты
| Chart (1992–1993)                      | Peak position |
| -------------------------------------- | ------------- |
| Австралия (ARIA)                       | 30            |
| Бельгия/Фландрия (Ultratop 50)         | 8             |
| Denmark (IFPI)                         | 28            |
| Europe (Eurochart Hot 100)             | 9             |
| Europe (European Hit Radio)            | 13            |
| Франция (SNEP)                         | 42            |
| Германия (GfK)                         | 37            |
| Ирландия (IRMA)                        | 3             |
| Israel (IBA)                           | 5             |
| Netherlands (Dutch Top 40 Tipparade)   | 16            |
| Netherlands (Single Top 100 Tipparade) | 15            |
| Portugal (AFP)                         | 8             |
| Швеция (Sverigetopplistan)             | 30            |
| Великобритания (OCC UK Singles)        | 3             |
| UK Dance (Music Week)                  | 32            |

| Chart (1992)     | Rank |
| ---------------- | ---- |
| UK Singles (OCC) | 37   |

| Chart (1993)                   | Rank |
| ------------------------------ | ---- |
| Belgium (Ultratop 50 Flanders) | 67   |
| UK Singles (OCC)               | 94   |

### Сертификации
| Регион               | Сертификация | Продажи |
| -------------------- | ------------ | ------- |
| Великобритания (BPI) | Серебряный   | 345,000 |